# Oxytropis tenuis
Oxytropis tenuis är en ärtväxtart som beskrevs av Ivan Vladimirovitj Palibin. Oxytropis tenuis ingår i släktet klovedlar, och familjen ärtväxter. Inga underarter finns listade i Catalogue of Life.